# 久夛良木健
久夛良木健（日语：／ Kutaragi Ken，1950年8月2日—）是一名日本企業家和電機工程師，1993年－2006年擔任索尼旗下的索尼電腦娛樂（2016年更名為索尼互動娛樂）會長（代表取締役会長）兼CEO。以開發出風靡一時的PlayStation家用遊戲機系列而聞名，有「PlayStation之父」之稱。

## 生平
2007年4月27日，索尼公司與索尼電腦娛樂公司聯合對外發布，索尼電腦娛樂公司會長兼CEO久夛良木健即將於2007年6月19日任期屆滿後退休，退休後將榮任為索尼電腦娛樂榮譽會長，原職位由索尼電腦娛樂社長兼營運長（COO）平井一夫接任。2011年6月28日，久夛良木健宣佈辭去索尼電腦娛樂榮譽會長一職，但會擔任索尼高級技術顧問。
他的姓氏「久夛良木」很特別；其中「夛」字（「多」的異體字）因為不是常用漢字，所以許多媒體、書籍常常改以「久多良木」來表示。

## 語錄
- 後代PlayStation問世只是發展進度的問題，我已經看見未來它們與網路高度結合的遠景。（2007年5月1日，接受《日本經濟新聞》等媒體專訪）

## 外部連結
久夛良木健退休發布